# Baluarte Sur
El  Baluarte Sur (South Bastion en inglés) es un baluarte de Gibraltar, situado en el extremo sur de la muralla de Carlos V. A su oeste se encuentran las Puertas del Sur, el Baluarte Plano y una muralla que acaba en la base de la Roca.

## Historia
El ingeniero militar milanés Giovanni Battista Calvi visitó Gibraltar en 1557 y dibujó planos para dos posiciones defensivas al sur de la ciudad, donde ahora se encuentran el Baluarte Sur y el Baluarte Plano, conectados por una cortina, aunque Calvi estaba enfermo, y no se quedó para llevar a cabo los trabajos que realizó Amodeo Agostino, aunque otra fuente dice que el Baluarte Sur fue diseñado por el ingeniero italiano Giacomo Fratino sobre 1560.

### Fortificación
Fue construido por los españoles, en 1627 el llamado el Baluarte de Nuestra Señora del Rosario y junto con el ahora Baluarte Plano protegián la Puerta de África, hoy Puertas del Sur-
Un escritor en 1786 describió las defensas del sur de Gibraltar:

Desde el Baluarte Sur (que es considerablemente más alto que el resto de las obras, para proteger la ciudad de las eminencias de las arenas rojas), una cortina se extiende hasta la cima de la colina y concluye, en un precipicio inaccesible, las obras de la ciudad. En esta cortina está la Puerta del Sur, ante la cual, y con una zanja seca, un camino cubierto y un glacis. En el extremo oriental, en el declive de la colina, por encima de la puerta, hay un gran baluarte plano, conectado con la cortina, y montando 13 cañones, que apuntan a la bahía, etc. Esta  obra está cubierto por un semibaluarte que se une al precipicio.

Por encima del precipicio el Muro de los Moros y el Muro de Carlos V continúan hasta la cresta del peñón.
Un viajero describió lo describión en 1771:

El Baluarte Sur tiene caras irregulares, junto al mar tiene trescientos pies de largo, y al lado de las arenas rojas doscientos sesenta: este baluarte se eleva más alto que la línea del muro, para proteger la ciudad de las colinas de arena. Y dentro del área a tiro, en la cara sur hay cuatro alfeizares, el flanco tiene un antepecho, y un flanco retirado con dos alfeizares para controlar la zanja.

El mismo escritor también hablo de sus ocupantes de menor tamaño: «El ciempiés y quadrantipedes son abundantes, junto a una araña peluda grande, la cual algunos dicen que es una tarántula, y junto con el grilia talpa, son habitantes del Baluarte Sur».

## Actualidad
Hoy día alberga un colegio de Gibraltar en su interior. Una estatua de Horatio Nelson se encuentra bajo un muro,  conmemorando el 200.º aniversario de su victoria y muerte en la Batalla de Trafalgar el (21 de octubre de 1805). La estatua fue diseñada por John Doubleday y muestra a Nelson cómo estaba en su última estancia en Gibraltar. Fue encargada por el Gobierno de Gibraltar y está fundida en cobre del HMS Victoria qué visitó el puerto en varias ocasiones.